# Plantilla 2013-2014 de la secció d'handbol del Futbol Club Barcelona
Els jugadors que formaven la plantilla del secció d'handbol del Futbol Club Barcelona durant la temporada 2013/2014 eren els següents:
| N. | Jugador | Jugador          | Data de naix.          | Alç.   | Pes    | Posició          | Temp. |
| 1  |         | Arpad Šterbik    | 20 de novembre de 1979 | 200 cm | 119 kg | Porter           | 2     |
| 3  |         | Jesper Nøddesbo  | 23 d'octubre de 1980   | 199 cm | 93 kg  | Pivot            | 6     |
| 6  |         | Juanín García    | 28 d'agost de 1977     | 176 cm | 78 kg  | Extrem esquerre  | 8     |
| 8  |         | Víctor Tomàs     | 15 de febrer de 1985   | 178 cm | 85 kg  | Extrem dret      | 10    |
| 9  |         | Raúl Entrerríos  | 12 de febrer de 1981   | 195 cm | 89 kg  | Central          | 3     |
| 10 |         | Cédric Sorhaindo | 7 de juny de 1984      | 193 cm | 100 kg | Pivot            | 3     |
| 11 |         | Dani Sarmiento   | 25 d'agost de 1983     | 186 cm | 76 kg  | Central          | 4     |
| 12 |         | Danjel Šarić     | 27 de juny de 1977     | 192 cm | 93 kg  | Porter           | 4     |
| 13 |         | Aitor Ariño      | 5 d'octubre de 1992    | 187 cm | 82 kg  | Extrem esquerre  | 2     |
| 18 |         | Eduardo Gurbindo | 8 de novembre de 1987  | 194 cm | 88 kg  | Lateral dret     | 2     |
| 22 |         | Siarhei Rutenka  | 29 d'agost de 1981     | 198 cm | 100 kg | Central          | 4     |
| 24 |         | MartinStraňovský | 12 de setembre de 1985 | 187 cm | 85 kg  | Esquerra         | 2     |
| 27 |         | Viran Morros     | 15 de desembre de 1983 | 199 cm | 95 kg  | Lateral esquerre | 3     |
| 33 |         | Nikola Karabatic | 11 d'abril de 1984     | 196 cm | 104kg  | Lateral esquerre | 1     |
| 77 |         | Kiril Lazarov    | 10 de maig de 1980     | 193 cm | 98kg   | Lateral dret     | 1     |

- Entrenador: Xavi Pascual.[1]